# Municipio de Sandy Creek (condado de Vance)
El municipio de Sandy Creek (en inglés: Sandy Creek Township) es un municipio ubicado en el  condado de Vance en el estado estadounidense de Carolina del Norte. En el año 2010 tenía una población de 6.711 habitantes.

## Geografía
El municipio de Sandy Creek se encuentra ubicado en las coordenadas 36°19′1.53″N 78°19′46.98″O / 36.3170917, -78.3297167.